# Chrysina
El género Chrysina o escarabajos joya es un género de coleópteros de la subfamilia Rutelinae,  con numerosas especies.
Los miembros de este género son conocidos por sus brillantes colores, con frecuencia presentando iridiscencia metálica, y se distribuyen desde el límite suroeste de Estados Unidos hasta Colombia, Venezuela y Ecuador.
En el género Chrysina se incluyen todas las especies conocidas anteriormente como Plusiotis. Su tamaño varía de 15-35 mm de longitud; son de hábitos nocturnos, por lo que son atraídos fácilmente a fuentes de luz. Las larvas viven en troncos en descomposición, mientras los adultos se alimentan comúnmente de follaje; tienden a encontrarse en bosques de pinos, enebros o robles, mayormente a 1000-3000 m s. n. m. de altitud. Su diversidad es mayor en países como Honduras, donde pueden encontrarse hasta 15 especies en una sola localidad, mientras a mayor latitud, en Estados Unidos, sólo se encuentran cuatro especies.
Estos escarabajos son muy populares entre los coleccionistas; muchas especies son polimórficas, con raras variaciones de color que pueden demandar altos precios. Un individuo fue utilizado como portada en la National Geographic Magazine (ver Escarabajos Gema en Nationalgeographic.com). La mayoría de especies poseen coloración verde brillante, pero plateado y dorado metálico también son colores comunes, y pueden combinarse con verde como en Chrysina gloriosa del archipiélago Madrense.

## Especies
- Chrysina adelaida (Hope, 1841)
- Chrysina adolphi Chevrolat, 1859
- Chrysina alexae Monzón, 2017
- Chrysina alfredolaui (Hawks, 1995)
- Chrysina alphabarrerai (Morón, 1981)
- Chrysina amalia (Burmeister, 1844)
- Chrysina antonkozlovi Monzón, 2017
- Chrysina arellanoi Monzón, 2012
- Chrysina argenteola (H. Bates, 1888)
- Chrysina aurigans (Rothschild & Jordan, 1894)
- Chrysina aurilisternum Pérez-Flores, Villagómez & Galindo, 2016
- Chrysina auripes Gray, 1832
- Chrysina aurofoveata (Morón, 1981)
- Chrysina auropunctata (Ohaus, 1913)
- Chrysina aurora (Boucard, 1875)
- Chrysina badeni (Boucard, 1878)
- Chrysina baileyana Monzón, 2010
- Chrysina batesi (Boucard, 1875)
- Chrysina beckeri H. Bates, 1889
- Chrysina benesi Pokorný & Curoe, 2012
- Chrysina beraudi (Warner, Hawks & Bruyea, 1992)
- Chrysina beyeri (Skinner, 1905)
- Chrysina blackalleri Monzón & García, 2011
- Chrysina boucardi (Sallé, 1878)
- Chrysina brevis (Rothschild & Jordan, 1894)
- Chrysina bruyeai (Hawks, 1999)
- Chrysina cavei Hawks & Bruyea, 1999
- Chrysina centralis (Morón, 1990)
- Chrysina chalcothea (H. Bates, 1888)
- Chrysina chimalapensis Mora-Aguilar, Curoe, Delgado & Ramírez-Ponce 2018
- Chrysina chloreis (H. Bates, 1888)
- Chrysina chrysargyrea (Sallé, 1874)
- Chrysina chrysopedila (H. Bates, 1888)
- Chrysina citlaltepetlamayatli (Blackaller-Bages & Delgado, 1994)
- Chrysina clavellina Monzón, Blackaller, & Hawks, 2020
- Chrysina clypealis (Rothschild & Jordan, 1894)
- Chrysina colima (Morón, 1992)
- Chrysina confusa (Ohaus, 1913)
- Chrysina costata (Blanchard, 1850)
- Chrysina crassimargo (Rothschild & Jordan, 1894)
- Chrysina cunninghami (Curoe, 1999)
- Chrysina cupreomarginata (F. Bates, 1904)
- Chrysina curoei (Warner, LeBlanc, Hawks & Bruyea, 1992)
- Chrysina cusuquensis (Curoe, 1994)
- Chrysina dianae (Ratcliffe & Taylor, 1992)
- Chrysina difficilis (Morón, 1990)
- Chrysina diversa (Ohaus, 1912)
- Chrysina donthomasi Monzón & García, 2011
- Chrysina dzidorhum (Arnaud, 1994)
- Chrysina ericsmithi (Monzón & Cano, 1999)
- Chrysina erubescens H. Bates, 1889
- Chrysina expansa (Ohaus, 1913)
- Chrysina eyai Curoe, 2012
- Chrysina falcifera Hawks, 2017
- Chrysina flohri (Ohaus, 1905)
- Chrysina gaitalica Curoe, 2012
- Chrysina galbina Hawks, 2017
- Chrysina giesberti Monzón, 2010
- Chrysina gloriosa (Leconte, 1854)
- Chrysina gorda Delgado, 2003
- Chrysina guatemalensis (Monzón, Cano & Bailey, 1999)
- Chrysina guaymi (Curoe, 2001)
- Chrysina halffteri (Morón, 1990)
- Chrysina hawksi Monzón, 2010
- Chrysina howdenorum (Morón, 1990)
- Chrysina intermedia (Ohaus, 1913)
- Chrysina juxtaprasina Hawks, 2017
- Chrysina kalinini Zubov & Ivshin, 2019
- Chrysina karschi (Nonfried, 1891)
- Chrysina lacordairei (Boucard, 1875)
- Chrysina laniventris (Sturm, 1843)
- Chrysina lecontei (Horn, 1882)
- Chrysina limbata (Rothschild & Jordan, 1894)
- Chrysina luteomarginata (Ohaus, 1913)
- Chrysina macropus (Francillon, 1795)
- Chrysina magnistriata (Morón, 1990)
- Chrysina maishei Monzón, 2017
- Chrysina marginata (Waterhouse, 1871)
- Chrysina miguelangeli Nogueira & Curoe, 2012
- Chrysina misteca (Morón, 1990)
- Chrysina modesta (Sturm, 1843)
- Chrysina moroni (Curoe & Beraud, 1994)
- Chrysina nogueirai (Morón, 1992)
- Chrysina ofidiodontophallica Curoe, 2011
- Chrysina optima (H. Bates, 1888)
- Chrysina oreicola (Morón, 1992)
- Chrysina orizabae (H. Bates, 1889)
- Chrysina pastori (Curoe, 1994)
- Chrysina paulseni Hawks, 2017
- Chrysina pehlkei (Ohaus, 1930)
- Chrysina peruviana Kirby, 1828
- Chrysina plusiotina (Ohaus, 1912)
- Chrysina porioni Monzón & Hawks, 2020
- Chrysina prasina (Boucard, 1878)
- Chrysina pricei Hawks, 2020
- Chrysina prototelica (Morón & Howden, 1992)
- Chrysina psittacina (Sturm, 1843)
- Chrysina purpurata (Morón, 1990)
- Chrysina purulhensis (Monzón & Warner, 1993)
- Chrysina quetzalcoatli (Morón, 1990)
- Chrysina quiche (Morón, 1990)
- Chrysina ratcliffei (Morón, 1990)
- Chrysina resplendens (Boucard, 1875)
- Chrysina robackeri Hawks, 2020
- Chrysina rodriguezi (Boucard, 1878)
- Chrysina sagacita Hawks, 2017
- Chrysina sallaei (Boucard, 1875)
- Chrysina schusteri (Monzon, Cano & Bailey, 1999)
- Chrysina sirenicola (Solís & Morón, 1995)
- Chrysina spectabilis (Ratcliffe & Jameson, 1992)
- Chrysina strasseni (Ohaus, 1924)
- Chrysina tapantina (Morón, 1992)
- Chrysina taylori (Morón, 1990)
- Chrysina tecunumani (Cano & Morón, 1995)
- Chrysina terroni (Morón, 1990)
- Chrysina transvolcanica (Morón & Nogueira, 2016)
- Chrysina tricolor (Ohaus, 1922)
- Chrysina triumphalis Morón, 1990
- Chrysina tuerckheimi (Ohaus, 1913)
- Chrysina valentini Zubov & Ivshin, 2019
- Chrysina veraguana (Ohaus, 1922)
- Chrysina victorina (Hope, 1841)
- Chrysina wolfi (Ohaus, 1912)
- Chrysina woodi (Horn, 1884)
- Chrysina woodruffi Monzón, 2017
- Chrysina xalixteca (Morón, 1992)
- Chrysina zapoteca (Morón, 1990)

## Galería

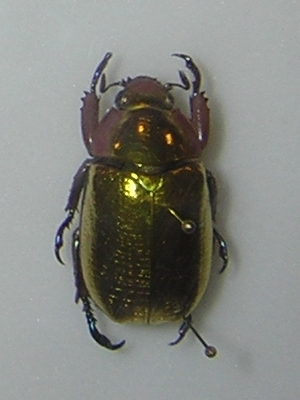
Chrysina aurigans
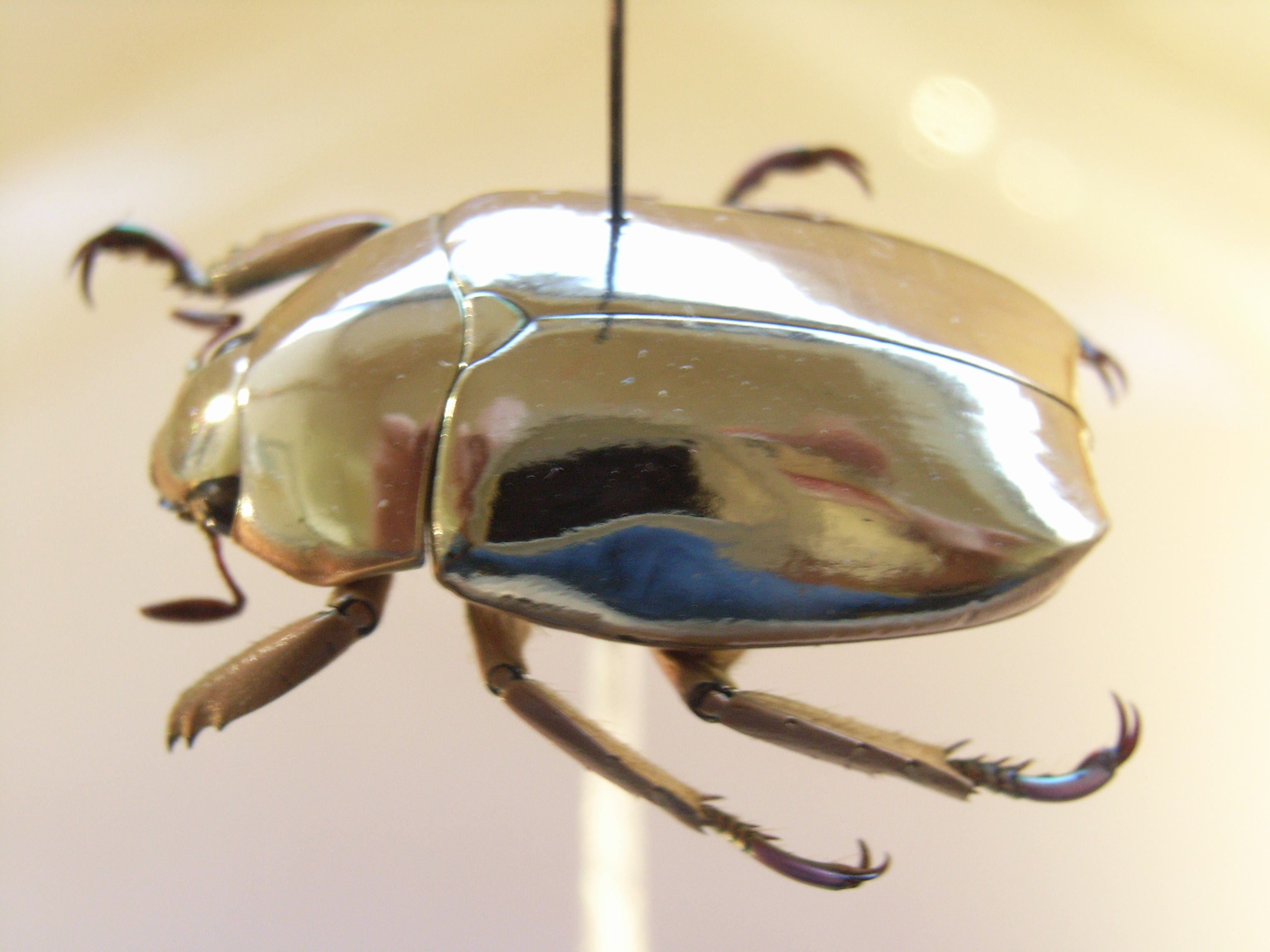
Chrysina sp.
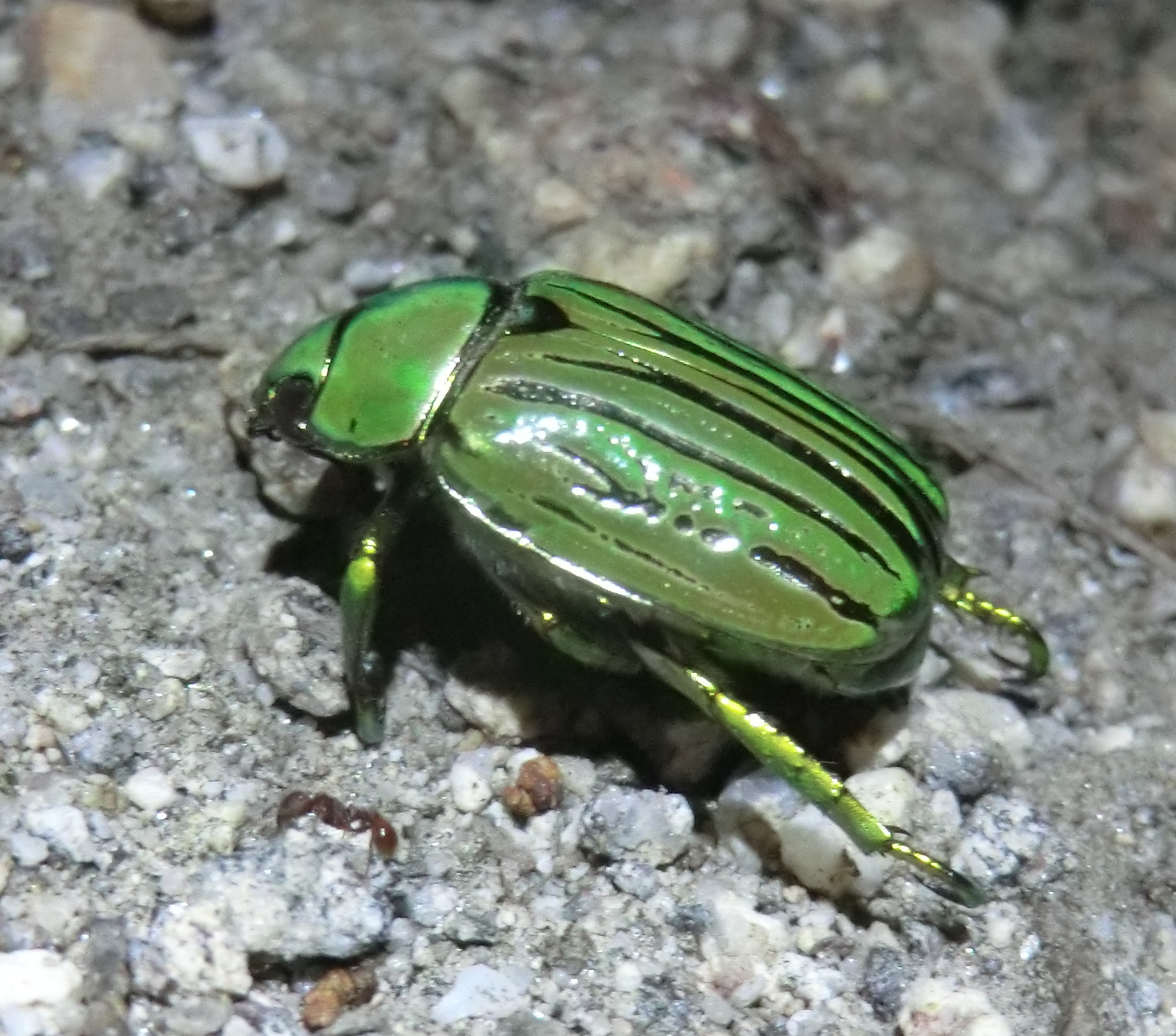
Chrysina gloriosa
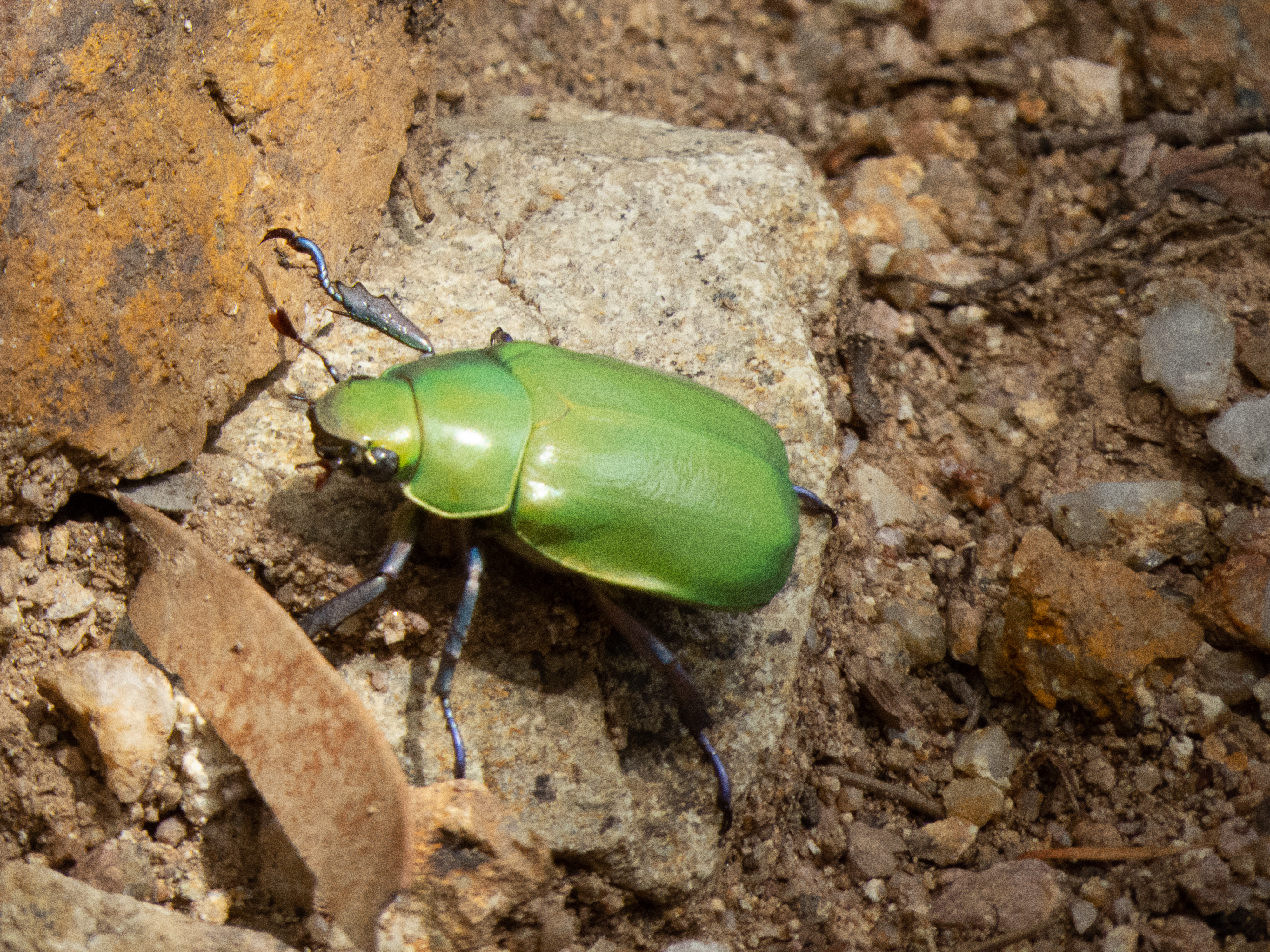
Chrysina beyeri
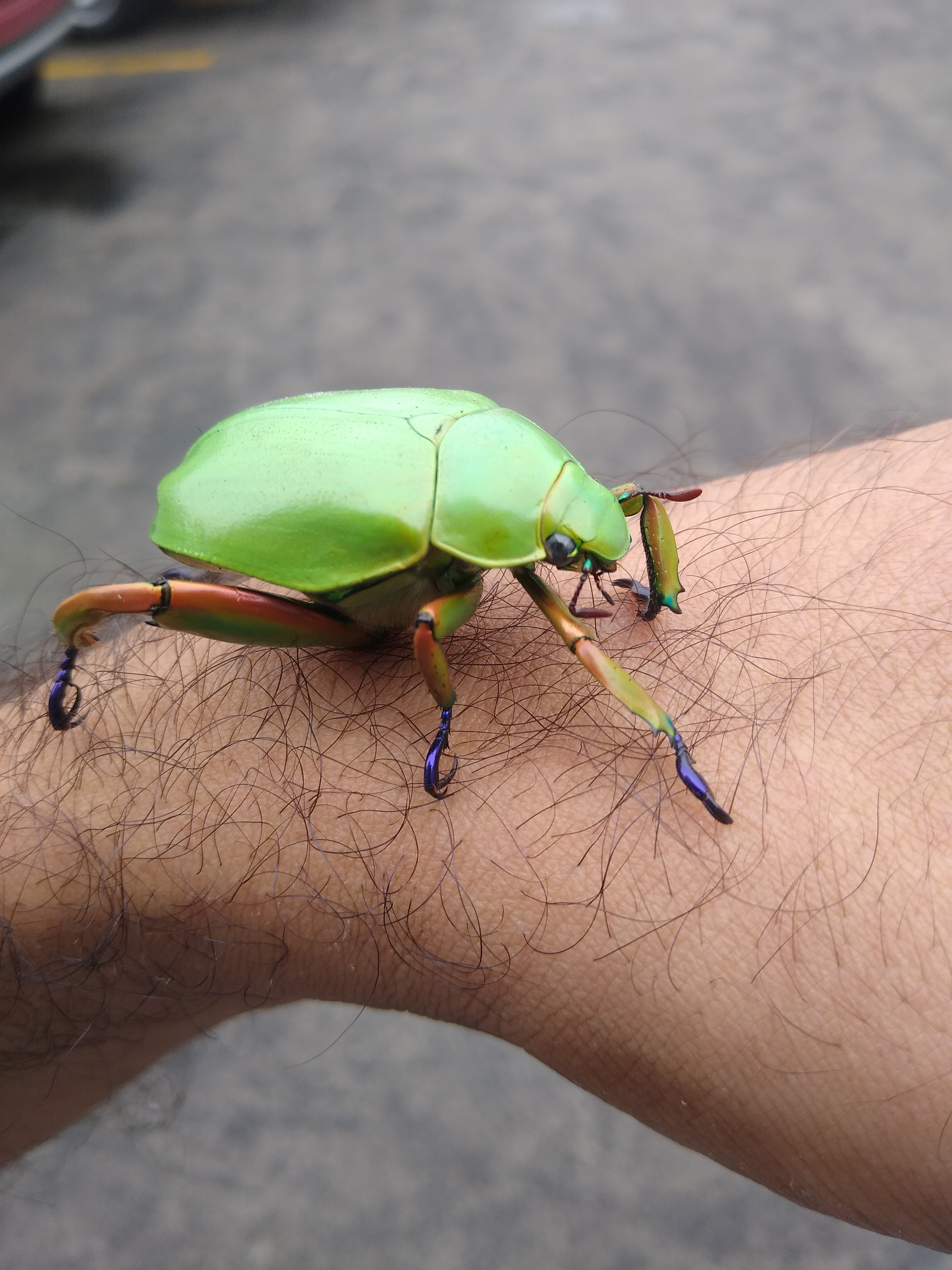
Chrysina triumphalis